# 厚岸藻属
厚岸藻属（学名：Akkesiphycus）是厚岸藻科下的一个属。

## 下属物种
本属包括以下物种：
- 平滑厚岸藻 Akkesiphycus lubricus Yamada et Tanaka, 1944